# Jean-Joseph Christophe
Pour les articles homonymes, voir Christophe.
Jean-Joseph Christophe, né le 16 avril 1803 à Rochesson (Vosges) et mort le 10 août 1863 à Soissons, est un prélat de l’Église catholique, évêque de Soissons et de Laon.

## Biographie
Il commence ses études théologiques au petit séminaire de Pont-à-Mousson, études qu'il poursuit avec succès et termine au grand séminaire de Saint-Dié.
Ordonné prêtre en 1827, il est immédiatement envoyé en qualité de vicaire à Plombières, où il exerce ces fonctions pendant cinq années.
Il quitte Plombières pour être successivement nommé desservant d'Haillainville et de Gerbépal. Le 11 juin 1837, il reçoit à Gerbépal la croix de chevalier de la Légion d'honneur pour le courage montré lors d'un incendie.
Il part en 1839 pour Rome avec le titre d'aumônier de l'ambassade française dirigée par le comte Septime de Faÿ de La Tour-Maubourg et y passe deux années. Pendant son séjour, il traduit un ouvrage de Gioacchino Ventura sur les Beautés de la foi (Bellezze della Fede, écrit en 1839).
À son retour en France, en 1841, le diocèse de Paris lui confie le poste d'aumônier de la Salpêtrière, en le chargeant spécialement du soin des aliénés. En accord avec les médecins de cet établissement, dont le docteur Jean-Pierre Falret, il organise le service religieux pour ces malades et fonde une société de patronage pour ceux qui quittent l'hospice après avoir recouvré la raison ; cette société est reconnue comme établissement d'utilité publique.
L’archevêque de Paris, Mgr Affre, lui confie en janvier 1848 la lourde tâche d'ériger une paroisse au lieu-dit la Maison-Blanche, dans le canton de Villejuif, à la barrière de Fontainebleau. Il s'agit d'édifier une population de plus de dix mille habitants. Le mois suivant, surviennent les événements de février. Jean-Joseph Christophe administre les derniers sacrements au général Bréa qui vient d'être abattu le 25 juin 1848. 
En 1851, sa tâche touche à son terme : la paroisse de la Maison-Blanche, dotée d'une église, est définitivement fondée. Le nouvel archevêque de Paris, Mgr Sibour, fait alors appel à lui pour se charger de la paroisse de Saint-Denys de La Chapelle. Bientôt Jean-Joseph Christophe y édifie une salle d'asile pour les enfants, des écoles pour les garçons, une maison de sœurs pour les filles et une association de charité pour les pauvres et les malades. Il peut alors s'occuper de la construction d'une église en rapport avec l'étendue de la paroisse.
L'empereur Napoléon III lui remit de ses mains, le 4 juin 1860, la croix d'officier de la Légion d'honneur et le juge digne de conduire un diocèse. Un décret impérial du 11 décembre 1860 l'appelle au siège épiscopal de Soissons et de Laon ; le pape confirme le choix impérial dans le consistoire du 18 mars 1861. Le 28 avril 1860, Jean-Joseph Christophe prête aux Tuileries le serment de fidélité à l'Empereur. Il est solennellement sacré dans la  cathédrale métropolitaine de Reims le 5 mai 1861 par le cardinal Gousset, archevêque de Reims, assisté de Mgr Gignoux, évêque de Beauvais, et de Mgr Caverot, évêque de Saint-Dié, en présence de Mgr Bara, évêque de Châlons-sur-Marne, et des principales autorités des départements de l'Aisne et de la Marne. 
En juin 1862, il ne peut faire le voyage à Rome pour assister à la canonisation des martyrs du Japon. Au mois de juin 1863, sur l'avis des médecins, il se rend dans le Jura pour y prendre les eaux.
Il expire le lundi 10 août 1863, à cinq heures du matin. On l'inhume dans le caveau des évêques de Soissons.

## Distinction
- Officier de la Légion d'honneur (4 juin 1860)[3]

## Armoiries
Il avait pris pour armoiries : d'azur, à un saint Christophe d'argent portant l'enfant Jésus sur ses épaules, et passant une rivière du même, avec un arbre fleuri entre les mains, et pour devise: Christum fera, me ferai Christus.

### Sources et bibliographie
: document utilisé comme source pour la rédaction de cet article.
- Honoré Fisquet, La France pontificale (Gallia christiana), histoire chronologique et biographique des archevêques et évêques de tous les diocèses de France depuis l'établissement du christianisme jusqu'à nos jours, divisée en 17 provinces ecclésiastiques - Métropole de Reims - Soissons et Laon, Paris : E. Repos, 1864-1873, p. 123-128